# Mucronodes
Mucronodes là một chi bướm đêm thuộc họ Geometridae.